# Odenkirchener Straße 28 (Mönchengladbach)

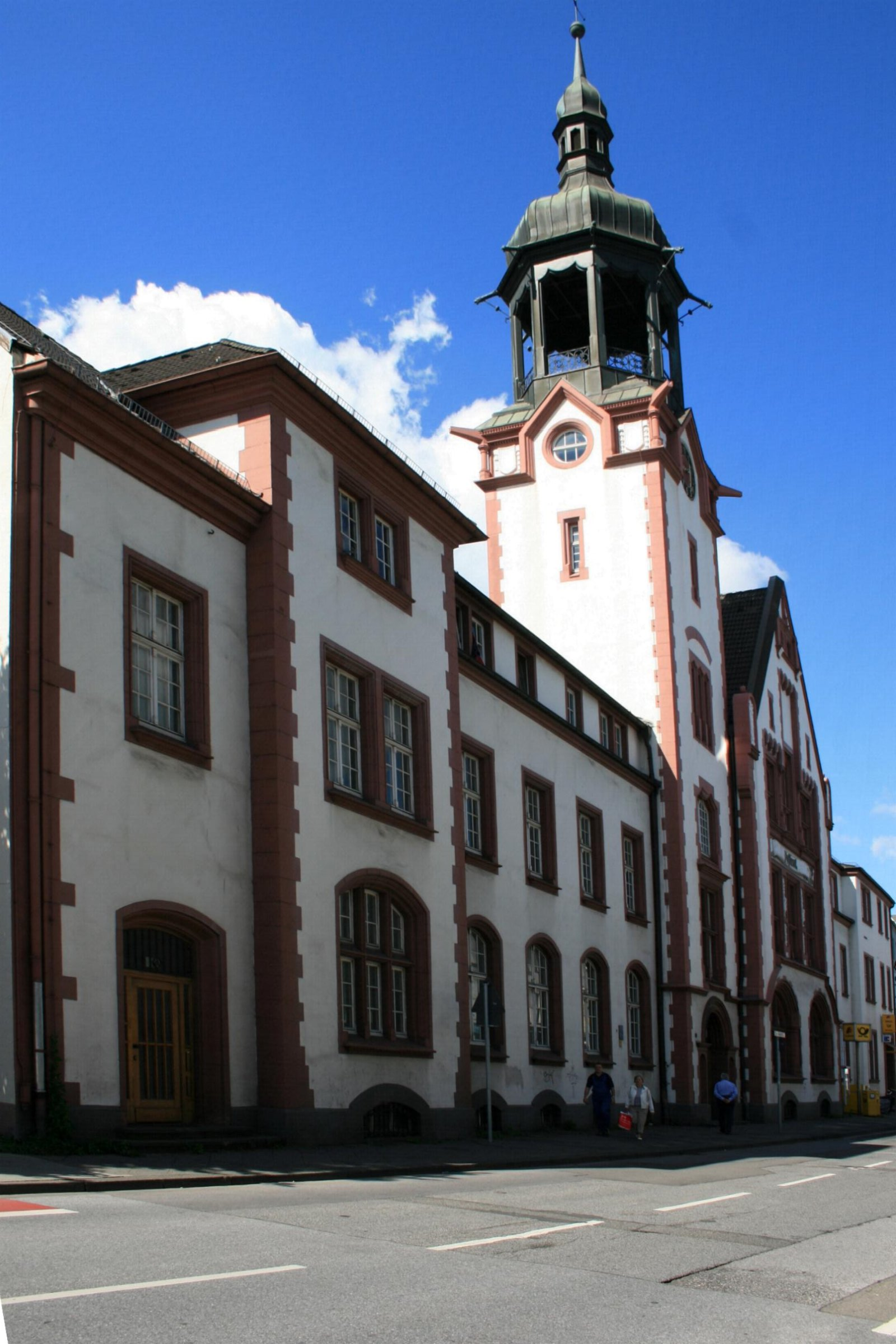
Hauptpostgebäude (2010)

Das Hauptpostgebäude Odenkirchener Straße 28 steht im Stadtteil Rheydt in Mönchengladbach (Nordrhein-Westfalen).
Das Gebäude wurde 1898 erbaut. Es wurde unter Nr. O 008 am 18. April 1989 in die Denkmalliste der Stadt Mönchengladbach eingetragen.

## Architektur
Dieser neun Fensterachsen breite, den südlichen Teil des Baublocks einnehmenden Baukörper ist auf einem Grundstück errichtet, das bis 1893 in Klingelhöfferschen Besitz gehöriges Fabrikgelände gewesen ist. Der linke, zweigeschossige, sechsachsige, traufenständige Gebäudeteil bildet durch seine gleichmäßige Fensterabfolge ein Gegengewicht zum quer dazu stehenden, dreigeschossigen, giebelständigen Gebäudeteil, zwischen denen der hoch aufragende, seitlich  der Mittelachse stehende Turm als Bindeglied fungiert.